# Municipio de Chester (condado de Morrow)
El municipio de Chester (en inglés: Chester Township) es un municipio ubicado en el condado de Morrow en el estado estadounidense de Ohio. En el año 2010 tenía una población de 1872 habitantes y una densidad poblacional de 27,35 personas por km².

## Geografía
El municipio de Chester se encuentra ubicado en las coordenadas 40°27′36″N 82°41′15″O / 40.46000, -82.68750. Según la Oficina del Censo de los Estados Unidos, el municipio tiene una superficie total de 68.45 km², de la cual 68,31 km² corresponden a tierra firme y (0,2 %) 0,14 km² es agua.

## Demografía
Según el censo de 2010, había 1872 personas residiendo en el municipio de Chester. La densidad de población era de 27,35 hab./km². De los 1872 habitantes, el municipio de Chester estaba compuesto por el 97,76 % blancos, el 0,37 % eran afroamericanos, el 0,21 % eran amerindios, el 0,11 % eran asiáticos y el 1,55 % eran de una mezcla de razas. Del total de la población el 0,11 % eran hispanos o latinos de cualquier raza.